# タイスの瞑想曲

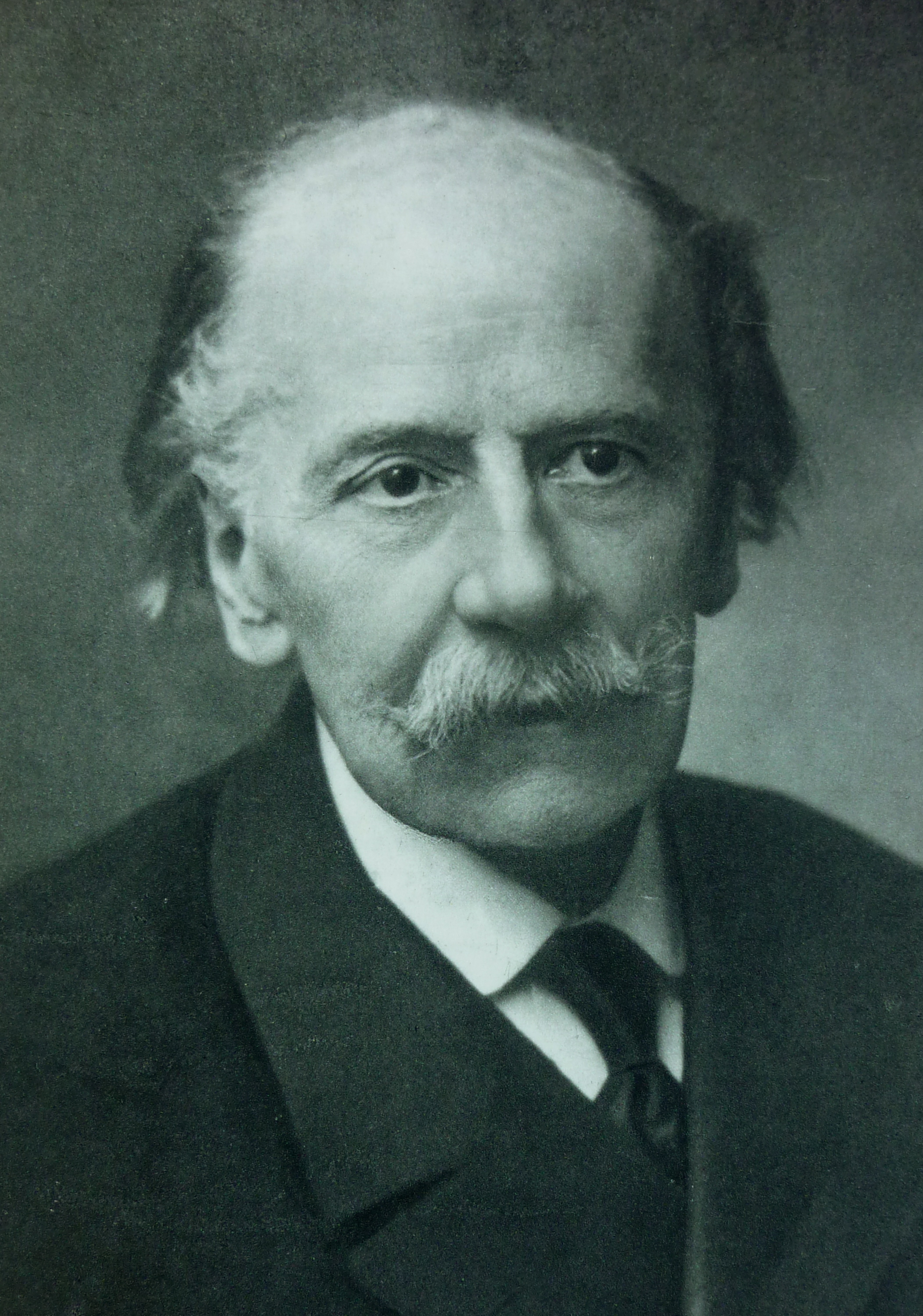
ジュール・マスネ（ナダール撮影)

タイスの瞑想曲（タイスのめいそうきょく、"Méditation" (発音: [meditasjɔ̃]) ）は、ジュール・マスネが作曲した歌劇『タイス』（1894年3月16日ガルニエ宮で初演）の第2幕第1場と第2場の間の間奏曲。その甘美なメロディーによって広く知られている。本来はオーケストラと独奏楽器（ヴァイオリン）にコーラスの形であるが、室内楽編曲も多い。
日本における演奏(録音)のもっとも早い例として、1935年に15歳の諏訪根自子がSPレコード（コロムビアレコード）で録音を残している。

## 概要

### オペラ『タイス』での使用例
「タイスの瞑想曲」は、オペラ『タイス』の第2幕の第1場と第2場の間で演奏される器楽の間奏曲（w:entr'acte）である。
第2幕第1場で、修道僧アタナエルは、美貌の快楽主義の高級娼婦（クルチザンヌ）でヴィーナスの巫女の、タイス(アレクサンドリアの聖タイス)に対峙して、豪奢で享楽的な生活から離れ、神を通じた救いを見出すように彼女を説得する。
出会いの後のタイスの熟慮の間に、「瞑想曲」が管弦楽によって演奏される。
「瞑想曲」の後の第2幕の第2場で、タイスはアタナエルに、自分は砂漠へと彼を追っていくことを告げる。

### 『瞑想曲』
本作はニ長調の作品でおよそ5分程度の演奏時間である(無数の楽曲解釈によって6分程度になるものもある)。
マスネはまた宗教的意図を伴った作品として書いた。彼の、本作は宗教的雰囲気で(厳密な速度で、あるいは文字通り宗教的な感情でのどちらを意味しうる) 、歩くようなテンポで演奏されるべきであるという意図を表して速度の指示は「宗教的なアンダンテ（"Andante religioso"）」である。
ハープによる短い導入部をともない始まり、ヴァイオリンの独奏ですぐに、Fis-D-A-D-Fis-H-Cis-Dのメロディで有名な主題に入る。ヴァイオリンが2度メロディを演奏した後、「いきいきに（animato）」と指示された部分へと中間部へ入り次第に情熱的になっていく(マスネはpoco a poco appassionatoと書いている)。中間部は同主調ニ短調におさまらない複雑なものである。クライマックスは「すこし情熱的に（poco piu appassionato）」と指示された部分へと到達し、それからソロによる短いカデンツァのようなパッセージへと続き、主題へと戻る。これは形式に通りの再現部である主題が2度演奏された後、ハープと、弦が静かにソロラインの下支えをし、ソロヴァイオリンは和声の上に当たる部分を演奏し、ソロはオーケストラと一緒になる。コーダはヴァイオリンのフラジオレットなどを使用した優美なもので「甘美で静かに（"dolce e calmato"）」終わる。

## オーケストラ
本作は、ヴァイオリン独奏、フルート2、オーボエ2、イングリッシュホルン、クラリネット、バスクラリネット、ファゴット、コントラファゴット、ホルン4、コーラスSATB、ハープ2と弦5部で演奏される。
ソロバイオリンは、総じてコンサートマスターによって演奏されるか特別なソリストがオーケストラの前に立って演奏する。
コーラスはマスネによって、オペラのセットのカーテンを後ろで歌うフルコーラスと演奏会場のオーケストラの間に座った5人から8人のソロによって歌うように指示されている。

## 演奏と翻案
アンコール曲の定番として知られ、ジョシュア・ベル、サラ・チャン、アンネ＝ゾフィー・ムター、イツァーク・パールマン、マキシム・ヴェンゲーロフといった世界的なバイオリニストが各地の有名オーケストラとの共演でこの曲を演奏している。ピアノ伴奏用に編曲された版や、バイオリン以外の楽器に編曲された版もあり、ジュール・デルサールがチェロ用に編曲した版をヨーヨー・マがキャサリン・ストットのピアノ伴奏で録音しているほか、フルートのジェームズ・ゴールウェイ、ユーフォニウムのアダム・フレイ、トランペットのセルゲイ・ナカリャコフといったソリストが、オーケストラ伴奏で演奏した実績もある。

## 著名な録音
- 1985 – イヴリー・ギトリス – 練木繁夫 – EMI Classics
- 1993 – アンネ＝ゾフィー・ムター – ウィーン・フィルハーモニー管弦楽団 – ドイツ・グラモフォン
- 1996 – ジェームズ・ゴールウェイ – ナショナル・フィルハーモニック管弦楽団 – RCA
- 1999 – リンダ・ブラーヴァ – ジョン・レネハン – EMI Classics
- 2001 – マキシム・ヴェンゲーロフ, Vag Papian – EMI
- 2002 – サラ・チャン – ベルリン・フィルハーモニー管弦楽団 – EMI
- 2003 – ヨーヨー・マ, キャサリン・ストット – EMI
- 2004 – ジョシュア・ベル – ロイヤル・フィルハーモニー管弦楽団 – Decca
- 2009 - ニコラ・ベネデッティ - ロンドン交響楽団 - Decca

## 参考資料
- Wagner, Paul. “Thaïs: An Opera by Jules Massenet”.   Music with Ease. 2009年2月12日閲覧。
- “Synopsis of Thaïs”.   Metropolitan Opera. 2009年2月12日閲覧。
- “Thaïs: performance on violin in videoclip”.  Evelien Graat (violinist). 2009年8月19日閲覧。
- Aguinaga, Idara. “Méditation (Thaïs): Live "Concert Performance" on Violin - Videoclip”.  Idara Aguinaga (violinist). 2015年6月26日閲覧。
- Vaughan, David. Frederick Ashton and his Ballets, Dance Books, London, 1999.